# Hesteyrarfjörður
Der Hesteyrarfjörður ist ein Fjord in den Westfjorden im Nordwesten Islands.
Er ist der westlichste der Jökulfirðir, einer Gruppe von fünf Fjorden am Nordufer des Ísafjarðardjúp. Der Fjord ist 2 km breit und reicht 7 km weit in das Land. An seinem Westufer liegt der verlassene Ort Hesteyri, der früher etwa 80 Einwohner hatte, die vorwiegend vom Fischfang lebten. Nachdem es in den 1940er Jahren keinen Hering mehr gab, ging die Bevölkerung zurück, bis 1952 die letzten ständigen Bewohner den Ort verließen. Heute gibt es am nicht durch Straßen oder Pisten erschlossenen Hesteyrarfjörður, wie auch an den anderen vier Jökulfirðir, keine ständig bewohnten Häuser mehr.
Nördlich von Hesteyri betrieben Norweger von 1894 bis 1915 tiefer im Fjord bei Stekkeyri eine Walfangstation. Nachdem Island ein zehnjähriges Walfangverbot erlassen hatte, wurde die Station zur Heringsfabrik umgebaut.  